# Cigaretterie Matsággos
La Cigaretterie Matsággos (grec moderne : Καπνοβιομηχανία Ματσάγγου) est une ancienne entreprise grecque spécialisée dans les produits du tabac, établie dans la ville de Vólos, dans la région de la Thessalie. Fondée en 1890, elle reste en activité jusqu'en 1972. Au cours des premières années de l'après-guerre, elle est considérée comme étant la plus grande entreprise spécialisée dans les produits du tabac en Grèce, en termes de production. Aujourd'hui, les anciens bâtiments industriels de l'entreprise, situés au cœur du centre-ville de Vólos, abritent divers services de l'université de Thessalie.

## Historique

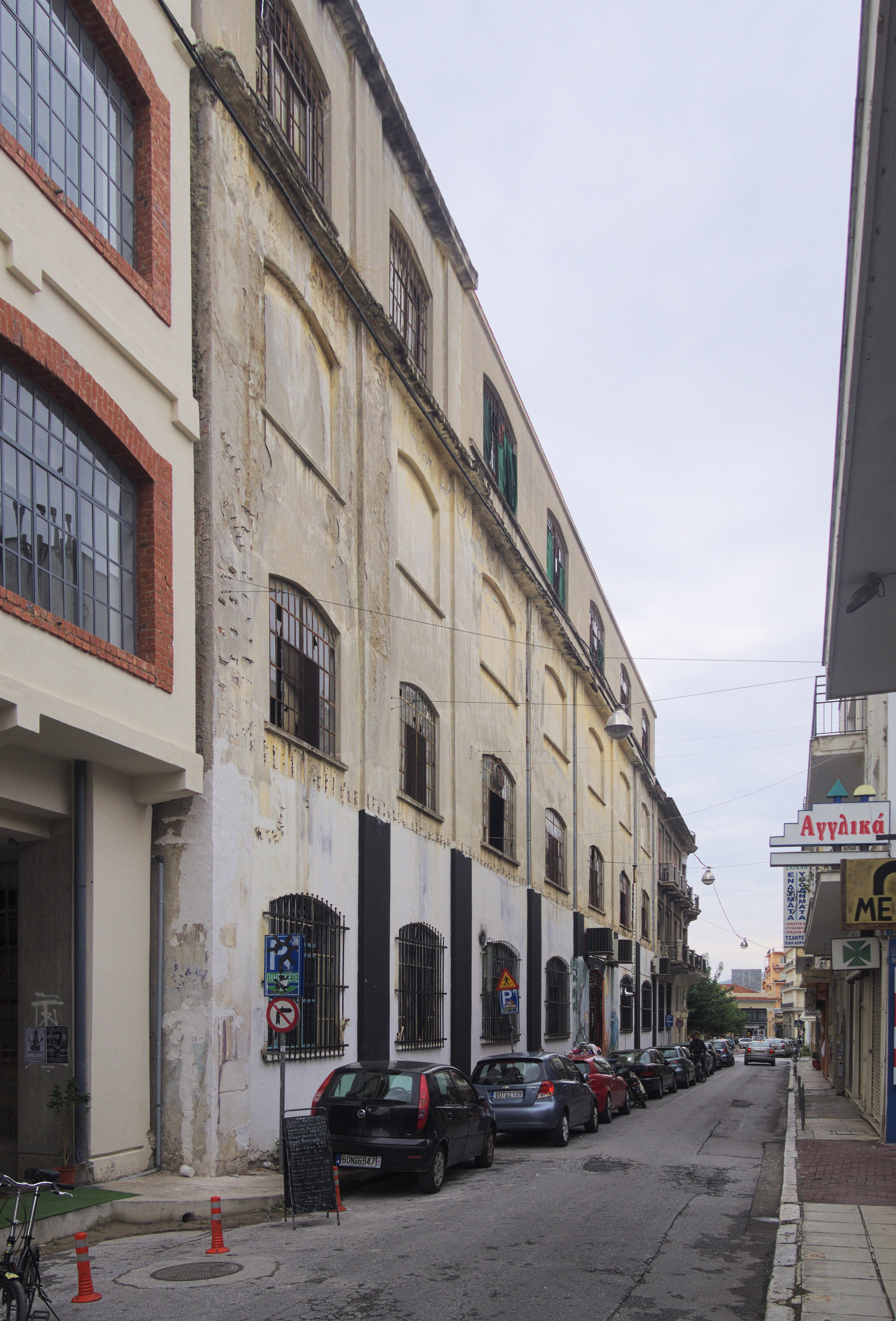
Vue du premier agrandissement de la manufacture.

La Cigaretterie Matsággos est fondée en 1890 par Nikólaos Matsággos, originaire du village de Katochóri, en Magnésie. Au départ, Nikólaos Matsággos est engagé dans le commerce du tabac, avant de fonder, par la suite, sa propre entreprise artisanale. Dans un premier temps, les cigarettes sont fabriquées sur une machine à tabac artisanale (grec moderne : χαβάνι; turc : havan) par des artisans qualifiés, puis, vers 1910, une machine de confection de papier en provenance d'Angleterre est installée au sein de la manufacture.
En 1918, la direction de l'usine est reprise par les fils de Nikólaos Matsággos, Giánnis et Kóstas. Sous leur direction, l'usine s'agrandit d'avantage, tandis que de nouvelles machines sont installées, notamment une coupeuse d'ensilage en provenance des États-Unis, bientôt suivie d'une deuxième. En 1930, la manufacture de tabac est en mesure de produire 60 000 kilos de cigarettes par mois. En 1927, l'entreprise procède au rachat d'une manufacture de boites à cigarettes et, en 1935, de l'entreprise de lithographie Trástas. En 1940, la production atteint les 130 000 kilos de cigarettes par mois, ce qui en fait la deuxième plus grande entreprise en Grèce. Pendant la période d'occupation, dans la ville de Vólos, les cigarettes de Matsággos sont utilisées comme monnaie d'échange. En 1948, l'entreprise est en mesure de produire entre 180 000 et 200 000 kilos de cigarettes par mois et emploie un nombre total de 1 850 personnes, ce qui la place au premier rang des entreprises grecques.
Au cours de la période entre 1940 et 1942, Giánnis et Kóstas Matsággos meurent, tandis qu'à la suite du tremblement de terre de 1955, l'entreprise est confrontée à des difficultés financières. Malgré les efforts de la direction, la manufacture de tabac de Matsággos est louée à l'Association coopérative des producteurs de tabac de Grèce pour une durée totale de 3 ans. Cependant, peu de temps avant l'expiration du bail, la manufacture de tabac est mise aux enchères pour un montant de 30 millions de drachmes, mais aucun intérêt n'étant manifesté, elle est transférée sous le contrôle de l'État grec, puis de la Banque hellénique de développement industriel. En 1967, la Banque hellénique de développement industriel procède à la construction de nouveaux entrepôts dans le village de Fytóko, en Magnésie, cependant, en 1970, la manufacture de Matsággos est placée sous séquestre et, en 1972, la production est arrêtée.

## Infrastructures

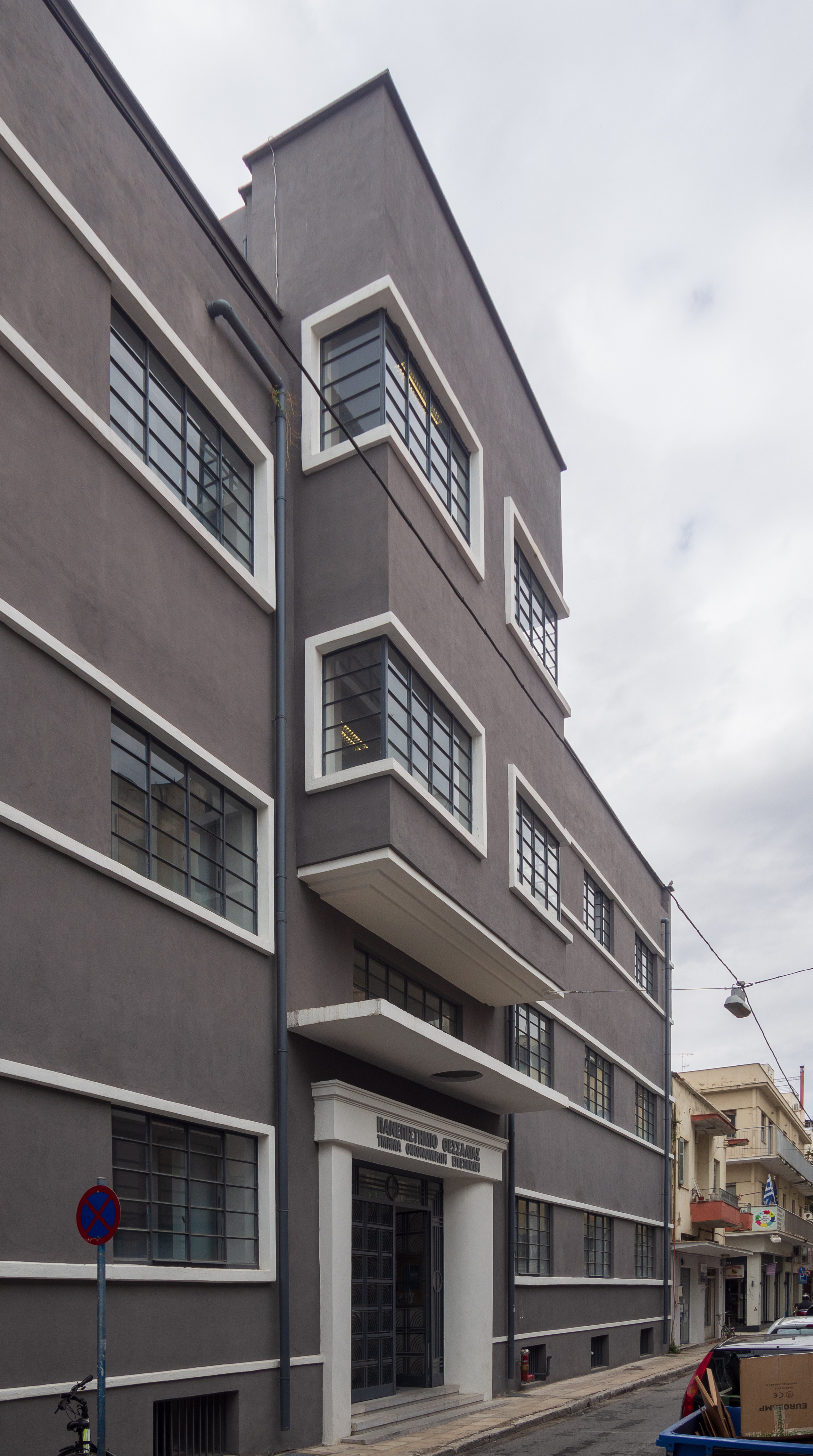
Vue du siège historique de l'entreprise, aujourd'hui propriété de l'université de Thessalie.

Le premier bâtiment de l'entreprise est situé à l'angle des rues Sokrátous (grec moderne : Οδός Σωκράτους) et Pávlou Melá (Οδός Παύλου Μελά). Il s'agit d'un bâtiment de deux étages avec un demi sous-sol, avec des murs en maçonnerie et un toit en bois. La façade, de forme simple et symétrique, est recouverte de plâtre. Au premier étage, au-dessus de l'entrée, figure une lucarne. En 1925, l'usine est agrandie d'avantage au niveau de la rue Pávlou Melá. Le nouveau bâtiment compte quatre étages et est constitué de murs porteurs de pierre à l'extérieur et de poutres et de dalles en béton armé à l'intérieur. La façade est simple avec de grandes ouvertures en arc, tandis que les fenêtres sont en métal. Les fenêtres au niveau du deuxième étage sont encastrées.
En 1936, la deuxième extension de l'usine a lieu au niveau des rues Sokratous (grec moderne : Οδός Σωκράτους), Makedonomáchon (Οδός Μακεδονομάχων) et 28 octobre / Alexándras (Οδός 28ης Οκτωβρίου / Αλεξάνδρας). Cette extension est construite en béton armé et comporte des murs en briques. Sur la rue du 28 octobre, elle est haute de trois étages, tandis que sur la rue Makedonomáchon, elle est haute de quatre étages et couvre une partie de la rue Sokrátous, formant, ainsi, la stoa de Matsággos. Les façades sont crépies et présentent un axe horizontal prononcé. Le nouveau bâtiment présente des éléments de modernisme, caractéristiques de la période de l'entre-deux-guerres. L'entrée principale, située au niveau de la rue du 28 octobre, est dotée d'une porte en fer. Au-dessus de l'entrée, au niveau du premier et du deuxième étage, figure une baie - en surplomb - de 80 cm de large. Aujourd'hui, le complexe abrite la Faculté des Sciences Économiques de l'université de Thessalie.
En 1967, un nouvel entrepôt est construit dans la région de Fytóko, dans la banlieue voliote de Néa Ionía. Il s'agit d'un bâtiment de deux étages en béton armé, de forme longue et simple. Un quart du toit est constitué d'un toit en dents de scie (lucarnes) en béton. Depuis 2001, il abrite la Faculté d'Agriculture de l'université de Thessalie.